# 陝西省 (中華民國)
陝西省，為中華民國下轄的一個省級行政區，是延續清代所設置的22省之一，為華北六省之一。簡稱為「陝」。

## 管轄範圍

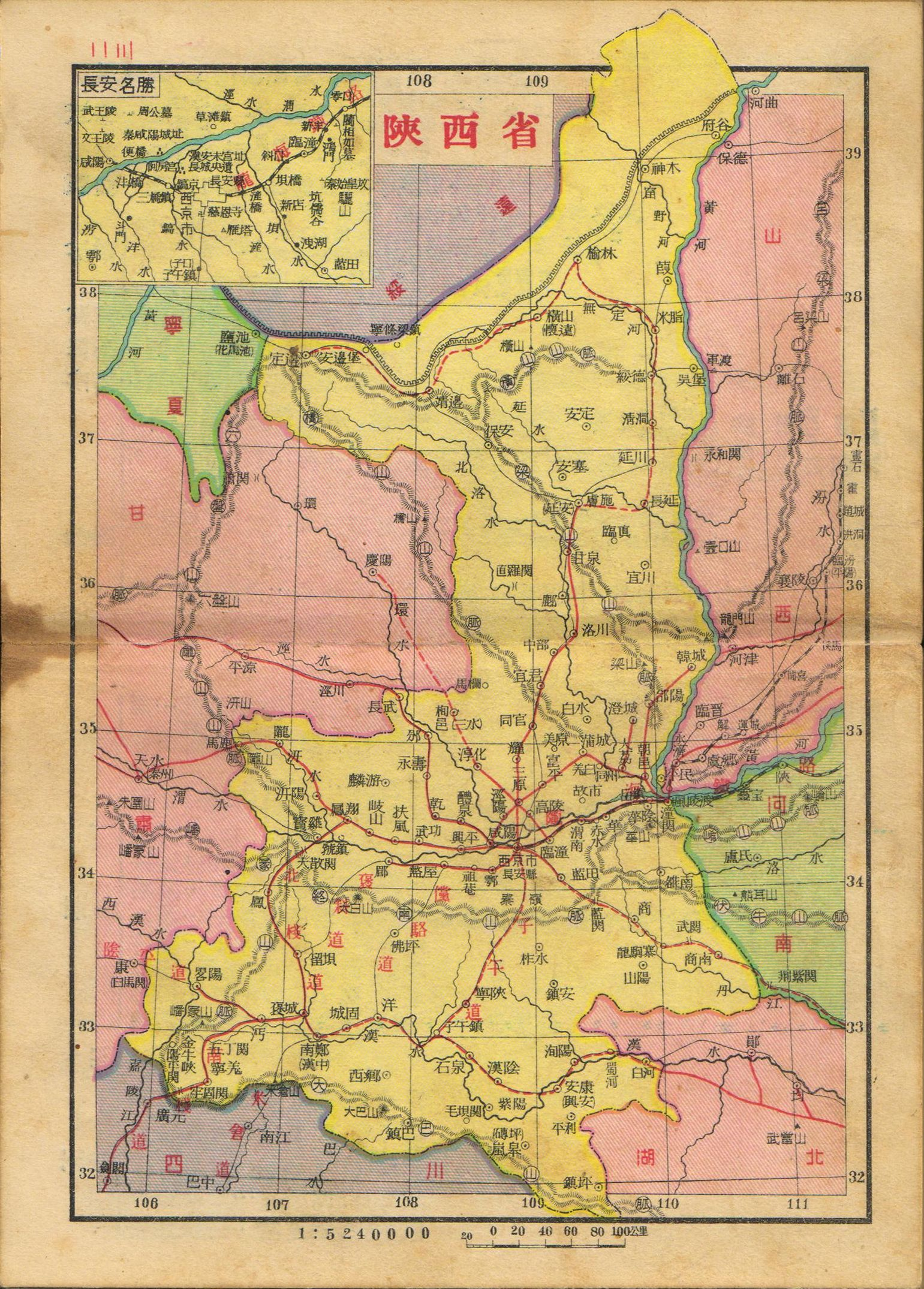
亞新地學社1936年《袖珍中華全圖》的陝西省地圖

中華民國陝西省繼承自清代，其管轄範圍大致與今大陸地區的陝西省相同。東接山西省、河南省、湖北省，西接寧夏省、甘肅省，北接綏遠省，南接四川省。

## 人口
民國初期，陝西省人口處於一種緩慢增長的狀態。民國元年（1912年）全省總人口為917萬5,799人，民國8年（1919年）增長為941萬7,359人，民國十二年（1923年）又增長為946萬5,558人，直至民國17年（1928年）增長到1,180萬2,446人，比民國元年增長了262萬6,647人，平均每年增加16萬4,165人，之後因民國18年（1929年）大饑荒，全省人口明顯下降。民國20年（1931年）陝西省總人口下降為897萬1,665人，與3年前陝西總人口相比，減少了283萬1,781人。
民國20年（1931年）至21年（1932年）陝北地區鼠疫流行，人口死亡嚴重。同年夏季，又有霍亂大流行，遍及關中，死亡人數有10萬餘人。之後因中共紅軍長征到達陝北，東北軍張學良部調入陝西、甘肅剿共，及淪陷區人口不斷逃入陝西，陝西人口開始回升，民國24年（1935年）全省總人口為989萬5,182人，到民國26年（1937年）迅速增加到1,015萬1,563人。

### 陕西省人口资料（不含西京市）[2][3]
| 縣名 | 人口       | 縣名 | 人口    | 縣名 | 人口    |
| ---- | ---------- | ---- | ------- | ---- | ------- |
| 长安 | 398,876    | 宝鸡 | 216,180 | 紫阳 | 285,215 |
| 咸阳 | 84,065     | 扶风 | 97,894  | 石泉 | 72,222  |
| 兴平 | 104,952    | 郿县 | 70,660  | 宁陕 | 29,739  |
| 临潼 | 238,314    | 麟游 | 29,383  | 山阳 | 259,437 |
| 高陵 | 56,510     | 汧阳 | 58,299  | 镇安 | 191,669 |
| 鄠县 | 123,502    | 陇县 | 110,656 | 商南 | 90,972  |
| 兰田 | 265,948    | 邠县 | 70,095  | 凤县 | 30,496  |
| 泾阳 | 109,750    | 栒邑 | 64,336  | 榆林 | 87,629  |
| 三原 | 83,080     | 淳化 | 52,649  | 神木 | 100,772 |
| 周至 | 141,134    | 长武 | 43,731  | 府谷 | 115,122 |
| 渭南 | 265,800    | 乾阳 | 193,844 | 横山 | 67,783  |
| 富平 | 219,749    | 武功 | 113,244 | 葭县 | 122,485 |
| 醴泉 | 130,210    | 永寿 | 55,529  | 肤施 | 29,266  |
| 同官 | 42,134     | 南郑 | 218,845 | 安寨 | 23,105  |
| 耀县 | 58,177     | 褒城 | 208,234 | 甘泉 | 6,580   |
| 大荔 | 87,551     | 城固 | 218,593 | 保安 | 13,094  |
| 朝邑 | 104,860    | 洋县 | 289,955 | 安定 | 55,267  |
| 郃阳 | 117,325    | 西乡 | 275,952 | 延长 | 20,690  |
| 澄城 | 84,925     | 宁羌 | 143,160 | 延川 | 36,550  |
| 白水 | 65,977     | 沔县 | 142,584 | 定边 | 26,210  |
| 韩城 | 108,977    | 略阳 | 90,723  | 靖边 | 38,462  |
| 华阴 | 115,826    | 佛坪 | 19,344  | 绥德 | 160,465 |
| 平民 | 5,393      | 镇巴 | 106,240 | 米脂 | 151,792 |
| 潼关 | 51,655     | 留坝 | 20,476  | 清涧 | 80,426  |
| 华县 | 149,673    | 汉阴 | 314,213 | 吴堡 | 35,123  |
| 商县 | 269,835    | 岚皋 | 76,980  | 富县 | 28,643  |
| 蒲城 | 154,928    | 安康 | 424,217 | 洛川 | 37,298  |
| 雒南 | 179,614    | 平利 | 205,540 | 中部 | 25,085  |
| 柞水 | 53,500     | 镇坪 | 57,670  | 宜君 | 22,968  |
| 凤翔 | 83,686     | 洵阳 | 128,598 | 宜川 | 47,172  |
| 岐山 | 137,755    | 白河 | 136,449 |      |         |
| 总计 | 10,634,468 |      |         |      |         |

由於八年抗日戰爭，三年勘亂戰爭及中共長期佔據陝北根據地的原因，全省整體上看沒有留下完整的人口統計資料，國民政府在民國33年（1944年）、36年（1947年）兩次人口統計報告中均未統計陝北地區各縣的人口，因此有關人口資料很不準確。民國35年（1946年），陝西省人口統計為1,157萬4,908人。
| 調查年代 | 戶數      | 人口       | 男性      | 女性      | 每戶平均人口 | 性別比例 |
| -------- | --------- | ---------- | --------- | --------- | ------------ | -------- |
| 1912年   | 1,636,000 | 9,364,000  | 5,269,000 | 4,095,000 | 5.72         | 128.60   |
| 1928年   | 2,043,000 | 11,802,446 | 6,593,000 | 5,209,000 | 5.78         | 126.57   |
| 1936年   | 1,865,000 | 9,780,000  | 5,306,000 | 4,474,000 | 5.24         | 118.61   |
| 1947年   | 2,095,000 | 10,011,000 | 5,245,000 | 4,766,000 | 4.78         | 111.07   |

隨中華民國政府來臺人數，據中華民國內政部戶政司於民國79年（1990年）臺閩地區戶口及住宅普查報告，臺閩地區籍貫為陝西省籍的人數為2萬2,018人，佔非臺灣省籍269萬4,917人口當中的0.82%。

## 歷史沿革
抗日战争期间，国民政府下属的陝西省政府和中共政权分治陕西。陕西省北部即中共政权领导的陕甘宁边区。1943年时，陕甘宁边区政府下辖延安市及神府、延安等20余县。随着，中共政权取得第二次国共内战胜利，辖区逐步扩大。1949年5月，陕甘宁边区政府迁至西安，基层行政区调整为102个县（市、局），直属分区、陕北行署、陕南行署、西安市。同月，陕西省政府南迁南郑县。12月，解放军攻占南郑县。
1950年1月10日，共產黨政权成立陕西省人民政府，西安市为省会。此时，陕西省所有县中，仅余省界最南端、与今重庆市、湖北省交界的镇坪县未被解放军攻占。陕西省军区、陕南军区指示安康军分区，进军镇坪县。中旬，解放军在镇坪县元木沟进行的战斗结束，占领镇坪县。彻底结束了中华民国政府在陕西省的管辖。

## 行政區劃

### 省、縣之間的行政區

#### 道制
民国十四年（1925）陕西省行政区划——辖三道91县　    
省会：长安县  
1.关中道（43县）　　驻地：长安县
长安县  咸阳县  兴平县  高陵县  临潼县  鄠  县  蓝田县  泾阳县 三原县  盩厔县  渭南县  富平县  醴泉县  同官县  耀  县  大荔县 朝邑县  郃阳县  澄城县  白水县  韩城县  华阴县  潼关县  华  县  商  县  蒲城县  雒南县  柞水县  凤翔县  岐山县  宝鸡县  扶风县  郿  县  麟游县  汧阳县  陇  县  邠  县  栒邑县  淳化县  长武县  乾  县  武功县  永寿县 
2.汉中道（25县） 　　驻地：南郑县
南郑县  褒城县  城固县  洋  县  西乡县  宁羌县  沔  县  略阳县  佛坪县  镇巴县  留坝县  汉阴县  岚皋县  安康县  平利县  洵阳县  白河县  紫阳县  石泉县  宁陕县  山阳县  镇安县  商南县  凤  县  镇坪县 
3.榆林道（23县） 　　驻地：榆林县
榆林县  神木县  府谷县  横山县  葭  县  肤施县  安塞县  甘泉县  保安县  安定县  延长县  延川县  定边县  靖边县  绥德县  米脂县 清涧县  吴堡县  鄜  县  洛川县  中部县  宜君县  宜川县

#### 行政督察區
民國16年（1927年）7月，陝西省政府正式成立後，道級設置被取消，改為省政府直接領導縣，但在區域名稱上仍分關中、漢中、榆林3個區域。民國24年（1935年）7月，陝西省以該省交通不便，紅軍活動頻繁，乃訂定《陝西省行政督察專員公署兼區保安司令部暫行組織規程》呈准實行，先將榆林、漢中48縣及關中之商縣、雒南、柞水3縣，計51縣，劃分為6個督察區。關中區其餘41縣為省政府直轄。同時將原關中、漢中、榆林3區名義取消。各區如下：
- 第一區，專署駐榆林縣，轄榆林、神木、米脂、府谷、葭縣、靖邊、定邊、橫山8縣。
- 第二區，專署駐綏德縣，轄綏德、膚施、延長、延川、安塞、安定、保安、清澗、吳堡9縣。
- 第三區，專署駐洛川縣，轄洛川、鄜縣、中部、宜君、宜川、甘泉6縣。
- 第四區，專署駐商縣，轄商縣、雒南、商南、鎮安、山陽、柞水、寧陝7縣。
- 第五區，專署駐安康縣，轄安康、白河、鎮坪、漢陰、洵陽、平利、嵐皋、紫陽、石泉9縣。
- 第六區，專署駐南鄭縣，轄南鄭、城固、西鄉、洋縣、沔縣、鎮巴、褒城、寧羌、佛坪、留壩、略陽、鳳縣12縣。

民國25年（1936年）7月，增設第七行政督察區；民國27年（1938年）10月，增設第八、九、十行政督察區，第四區寧陝縣劃歸第五區。各區如下：
- 第一區，專署駐榆林縣，轄榆林、神木、米脂、府谷、葭縣、靖邊、定邊、橫山8縣。
- 第二區，專署駐綏德縣，轄綏德、膚施、延長、延川、安塞、安定、保安、清澗、吳堡9縣。
- 第三區，專署駐洛川縣，轄洛川、鄜縣、中部、宜君、宜川、甘泉6縣。
- 第四區，專署駐商縣，轄商縣、雒南、商南、鎮安、山陽、柞水6縣。
- 第五區，專署駐安康縣，轄安康、白河、鎮坪、漢陰、洵陽、平利、嵐皋、紫陽、石泉、寧陝10縣。
- 第六區，專署駐南鄭縣，轄南鄭、城固、西鄉、洋縣、沔縣、鎮巴、褒城、寧羌（1944年3月改名寧強）、佛坪、留壩、略陽、鳳縣12縣。
- 第七區，專署駐邠縣，轄邠縣、乾縣、耀縣、禮泉、同官、長武、永壽、栒邑、淳化9縣。
- 第八區，專署駐大荔縣，轄渭南、華陰、華縣、潼關、平民、朝邑、郃陽、韓城、大荔、澄城、蒲城、白水12縣。
- 第九區，專署駐鳳翔縣，轄鳳翔、隴縣、汧陽、寶雞、岐山、扶風、武功、郿縣、盩厔、麟遊10縣。
- 第十區，專署駐咸陽縣，轄咸陽、富平、三原、涇陽、高陵、興平、鄠縣、長安、臨潼、藍田10縣。

民國29年（1940年）7月，國民政府發動的第一次反共高潮被粉碎後，第二行政督察專員公署撤銷，行政區名義保留，轄縣由一區行署代管（實際歸陝甘寧邊區政府管轄）。同時，第七區同官縣劃歸第三區，耀縣劃歸第十區。民國30年（1941年）1月，劃設黃龍山墾區為黃龍設治局，由建設廳直管，7月劃歸第七區。民國33年（1944年）4月，正式取消第二區名義，並重新設置第二行政督察區，各區轄有所變動。各區如下：
- 第一區，專署駐榆林縣，轄榆林、神木、府谷、葭縣、靖邊、定邊、米脂、橫山8縣。
- 第二區，專署駐耀縣，轄耀縣、宜君、同官（1946年7月改名銅川）、栒邑、淳化、綏德、延長、延川、安塞、安定、保安、清澗、膚施（1947年改名延安）、吳堡14縣[註 1]。
- 第三區，專署駐洛川縣，轄洛川、中部（該年6月改名黃陵）、宜川、鄜縣、甘泉5縣及黃龍設治局。
- 第四區，專署駐商縣，轄商縣、雒南、商南、鎮安、山陽、柞水6縣。
- 第五區，專署駐安康縣，轄安康、白河、鎮坪、漢陰、洵陽、平利、嵐皋、紫陽、石泉、寧陝10縣。
- 第六區，專署駐南鄭縣，轄南鄭、城固、西鄉、洋縣、沔縣、鎮巴、褒城、寧羌、佛坪、留壩、略陽、鳳縣12縣。
- 第七區，專署駐邠縣，轄邠縣、乾縣、禮泉、長武、永壽5縣。
- 第八區，專署駐大荔縣，轄渭南、華陰、華縣、潼關、平民、朝邑、郃陽、韓城、大荔、澄城、蒲城、白水12縣。
- 第九區，專署駐鳳翔縣，轄鳳翔、隴縣、汧陽、寶雞、岐山、扶風、武功、郿縣、盩厔、麟遊10縣。
- 第十區，專署駐咸陽縣，轄咸陽、富平、三原、涇陽、高陵、興平、鄠縣、長安、臨潼、藍田10縣。

民國36年（1947年）4月，陝西省政府適應國軍向陝甘寧邊區全面進攻的需要，將陝北重新劃分為三個行政區：
- 榆林區，專署駐榆林縣，轄榆林、府谷、神木、葭縣、橫山、靖邊、定邊7縣。
- 綏德區，專署駐綏德縣，轄綏德、米脂、吳堡、延川、安定、清澗6縣。
- 延安區，專署駐延安縣，轄延安、甘泉、鄜縣、延長、安塞、保安6縣。

同年10月，陝西省政府重新調整全省行政區，劃為11個行政督察區：
- 第一區，專署駐榆林縣，轄榆林、府谷、神木、葭縣、橫山、靖邊、定邊7縣。
- 第二區，專署駐延安縣，轄延安、甘泉、鄜縣、延長、安塞、保安6縣。
- 第三區，專署駐洛川縣，轄洛川、宜川、黃陵、宜君、銅川5縣及黃龍設治局。
- 第四區，專署駐商縣，轄商縣、雒南、商南、山陽、柞水、鎮安6縣。
- 第五區，專署駐安康縣，轄安康、漢陰、洵陽、白河、平利、紫陽、石泉、鎮坪、嵐皋、寧陝10縣。
- 第六區，專署駐南鄭縣，轄南鄭、城固、西鄉、洋縣、沔縣、褒城、寧強、略陽、鳳縣、鎮巴、佛坪、留壩12縣。
- 第七區，專署駐邠縣，轄邠縣、乾縣、禮泉、長武、永壽、栒邑、淳化7縣。
- 第八區，專署駐大荔縣，轄渭南、蒲城、大荔、華縣、郃陽、韓城、華陰、朝邑、澄城、白水、潼關、平民12縣。
- 第九區，專署駐鳳翔縣，轄寶雞、鳳翔、盩厔、扶風、隴縣、岐山、武功、郿縣、汧陽、麟遊10縣。
- 第十區，專署駐咸陽縣，轄長安、咸陽、臨潼、涇陽、富平、鄠縣、興平、三原、高陵、耀縣10縣。
- 第十一區，專署駐綏德縣，轄綏德、清澗、延川、米脂、吳堡、安定6縣。

民國37年（1948）2月，第十一行政督察區取消，其所轄縣劃歸第二行政督察區管轄。是年4月，陝北絕大部分縣為陝甘寧邊區革命根據地，陝北行署遂撤銷。6月，再次調整全省區劃，仍設立十一個行政督察區。各區轄縣劃分如下：
- 第一區，轄榆林、神木、府谷、葭縣、橫山、定邊、靖邊、延安、延長、保安、甘泉、鄜縣、安塞、延川、綏德、米脂、清澗、吳堡、安定19縣。
- 第二區，轄臨潼、藍田、渭南、華縣、華陰、潼關6縣。
- 第三區，轄富平、三原、高陵、涇陽、耀縣、銅川、宜君、黃陵、淳化9縣。
- 第四區，轄商縣、雒南、商南、山陽、柞水、鎮安6縣。民國37年（1948年）9月增領龍駒寨設治局。
- 第五區，轄安康、漢陰、洵陽、白河、平利、紫陽、石泉、鎮坪、嵐皋、寧陝10縣。
- 第六區，轄南鄭、城固、西鄉、洋縣、沔縣、褒城、寧強、略陽、鳳縣、鎮巴、佛坪、留壩12縣。
- 第七區，轄乾縣、醴泉、永壽、邠縣、栒邑、長武6縣。
- 第八區，轄韓城、朝邑、郃陽、平民、大荔5縣。
- 第九區，轄寶雞、汧陽、郿縣、麟遊、扶風、岐山、隴縣、鳳翔8縣。
- 第十區，轄武功、興平、咸陽、長安、盩厔、鄠縣6縣。
- 第十一區，轄蒲城、澄城、白水、宜川、洛川5縣和黃龍設治局。

民國38年（1949年）3月，第十一行政督察區再次撤銷，其所轄的蒲城縣劃歸第二區，澄城縣劃歸第三區，白水、宜川、洛川3縣及黃龍設治局，因被西北野戰軍解放，未明確其歸屬。同年5月，陝西省政府遷往南鄭縣。為鞏固其所剩地盤，又將第五區的石泉、寧陝及第六區的洋縣、佛坪共4縣劃出復置第十一行政督察區。並將第六區的南鄭、城固、西鄉、鎮巴4縣劃出增置第十二行政督察區。

### 縣級行政區
清代陝西省在宣統三年（1911年）時，分為7府、5直隸州，下轄8廳、5州、73縣。民國15年（1926年）廢除道級建制，實行省、縣兩級行政區。民國38年（1949年）時，陝西省劃分為11行政督察區，下轄92縣、2設治局。民國77年（1988年）7月，行政院公布《中華民國各省（市）縣（市）行政區域代碼》，為各省縣市編定代碼，該法規於民國94年（2005年）10月停用。陝西省各縣、市沿革情況如下：
| 陝西省     | 陝西省   | 陝西省 | 陝西省 | 陝西省       | 陝西省                               | 陝西省       | 陝西省 |
| 行政督察區 | 專署駐地 | 代碼   | 縣等級 | 縣市局       | 駐地(2023年4月)                      | 北洋時期     | 沿革 |
| ---------- | -------- | ------ | ------ | ------------ | ------------------------------------ | ------------ | --- |
| 第一區     | 榆林縣   | 19070  | 二等   | 榆林縣       | 今榆林市城區                         | 榆林道       | 清代為榆林府附郭縣，民國3年（1914年）至民國8年（1919年）為榆林道駐地。 |
| 第一區     | 榆林縣   | 19071  | 五等   | 神木縣       | 今神木市駐地神木鎮                   | 榆林道       | |
| 第一區     | 榆林縣   | 19072  | 四等   | 府谷縣       | 今府谷縣駐地府谷鎮                   | 榆林道       | |
| 第一區     | 榆林縣   | 19073  | 五等   | 橫山縣       | 柴興梁（今榆林市橫山區東南懷遠街道） | 榆林道       | 清代為懷遠縣，因與安徽、廣西兩省縣名重名，民國3年（1914年）1月改名。因縣境南部有衡山，故名。 |
| 第一區     | 榆林縣   | 19074  | 五等   | 葭縣         | 今佳縣駐地佳州街道                   | 榆林道       | 清代為葭州，民國2年（1913年）2月改縣。 |
| 第一區     | 榆林縣   | 19082  | 六等   | 定邊縣       | 今定邊縣駐地定邊街道                 | 榆林道       | |
| 第一區     | 榆林縣   | 19083  | 六等   | 靖邊縣       | 鎮靖堡（今靖邊縣南鎮靖鎮）           | 榆林道       | |
| 第二區     | 延安縣   | 19075  | 五等   | 延安縣       | 今延安市城區                         | 榆林道(駐地) | 清代為延安府附郭膚施縣，民國36年（1947年）改名延安縣。 |
| 第二區     | 延安縣   | 19076  | 六等   | 安塞縣       | 今延安市安塞區東南沿河灣鎮           | 榆林道       | |
| 第二區     | 延安縣   | 19077  | 六等   | 甘泉縣       | 今甘泉縣駐地美水街道                 | 榆林道       | |
| 第二區     | 延安縣   | 19078  | 六等   | 保安縣       | 今志丹縣駐地保安街道                 | 榆林道       | |
| 第二區     | 延安縣   | 19080  | 六等   | 延長縣       | 今延長縣駐地七里村街道               | 榆林道       | |
| 第二區     | 延安縣   | 19088  | 四等   | 鄜縣         | 今富縣駐地富城鎮                     | 榆林道       | 清代為鄜州直隸州直轄地，民國2年（1913年）2月改縣。 |
| 第三區     | 洛川縣   | 19014  | 五等   | 銅川縣       | 今銅川市城區                         | 關中道       | 清代為同官縣，因與本省潼關縣同音易混，民國35年（1946年）7月改名。 |
| 第三區     | 洛川縣   | 19089  | 三等   | 洛川縣       | 今洛川縣駐地鳳棲街道                 | 榆林道       | |
| 第三區     | 洛川縣   | 19090  | 五等   | 黃陵縣       | 今黃陵縣駐地橋山街道                 | 榆林道       | 清代為中部縣，民國33年（1944年）6月改名。 |
| 第三區     | 洛川縣   | 19091  | 五等   | 宜君縣       | 今宜君縣駐地宜陽街道                 | 榆林道       | |
| 第三區     | 洛川縣   | 19092  | 四等   | 宜川縣       | 今宜川縣駐地丹州街道                 | 榆林道       | |
| 第三區     | 洛川縣   | 19093  | 不適用 | 黃龍設治局   | 今黃龍縣駐地石堡鎮                   | (榆林道)     | 民國30年（1941年）7月以黃龍山墾區及韓城、澄城、洛川、宜川、甘泉、白水、鄜縣及郃陽8縣相鄰地置。 |
| 第四區     | 商縣     | 19026  | 三等   | 商縣         | 今商洛市商州區駐地城關街道           | 關中道       | 清代為商州直隸州直轄地，民國2年（1913年）2月改縣。 |
| 第四區     | 商縣     | 19028  | 三等   | 雒南縣       | 今洛南縣駐地城關街道                 | 關中道       | |
| 第四區     | 商縣     | 19029  | 六等   | 柞水縣       | 今柞水縣駐地乾佑街道                 | 關中道       | 清代為孝義廳，民國2年（1913年）2月改孝義縣。因與山西省縣名重名，民國3年（1914年）1月改名。因縣境有柞水，故名。 |
| 第四區     | 商縣     | 19066  | 五等   | 山陽縣       | 今山陽縣駐地城關街道                 | 漢中道       | |
| 第四區     | 商縣     | 19067  | 四等   | 鎮安縣       | 今鎮安縣駐地永樂街道                 | 漢中道       | |
| 第四區     | 商縣     | 19068  | 五等   | 商南縣       | 今商南縣駐地城關街道                 | 漢中道       | |
| 第四區     | 商縣     | 不適用 | 不適用 | 龍駒寨設治局 | 龍駒寨（今丹鳳縣駐地龍駒寨街道）     | (漢中道)     | 民國37年（1948年）6月析商、雒南、山陽3縣地置。 |
| 第五區     | 安康縣   | 19051  | 六等   | 嵐皋縣       | 今嵐皋縣駐地城關鎮                   | 漢中道       | 清代為磚坪廳，民國2年（1913年）2月改磚坪縣。因磚坪為縣內一小地名，與縣治無關。駐省城磚坪縣人士要求改名嵐皋縣。民國6年（1917年）經陝西省長呈請中華民國政府核准，因嵐河流域貫通全縣，縣居嵐河上游，古稱嵐皋，故名。                                                |
| 第五區     | 安康縣   | 19055  | 三等   | 漢陰縣       | 今漢陰縣駐地城關鎮                   | 漢中道       | 清代為漢陰廳，民國2年（1913年）2月改縣。 |
| 第五區     | 安康縣   | 19058  | 一等   | 安康縣       | 今安康市城區                         | 漢中道       | 清代為興安府附郭縣。 |
| 第五區     | 安康縣   | 19059  | 五等   | 平利縣       | 今平利縣駐地城關鎮                   | 漢中道       | |
| 第五區     | 安康縣   | 19060  | 六等   | 鎮坪縣       | 舊城街（今鎮坪縣南鐘寶鎮）           | 漢中道       | 原為平利縣鎮坪鎮地方，地連四川、湖北，距縣城360里，管理甚為不便，因而於民國9年（1920年）5月置縣。民國25年（1936年）遷牛頭店（今鎮坪縣北牛頭店鎮）。 |
| 第五區     | 安康縣   | 19061  | 四等   | 洵陽縣       | 今旬陽市駐地城關鎮                   | 漢中道       | |
| 第五區     | 安康縣   | 19062  | 五等   | 白河縣       | 今白河縣駐地城關鎮                   | 漢中道       | |
| 第五區     | 安康縣   | 19063  | 五等   | 紫陽縣       | 今紫陽縣駐地城關鎮                   | 漢中道       | |
| 第五區     | 安康縣   | 19064  | 五等   | 石泉縣       | 今石泉縣駐地城關鎮                   | 漢中道       | |
| 第五區     | 安康縣   | 19065  | 六等   | 寧陝縣       | 今寧陝縣駐地城關鎮                   | 漢中道       | 清代為寧陝廳，民國2年（1913年）2月改縣。民國25年（1936年）縣治遷關口，即今治。 |
| 第六區     | 南鄭縣   | 19039  | 一等   | 南鄭縣       | 今漢中市南鄭區駐地漢山街道           | 漢中道(駐地) | 清代為漢中府附郭縣。 |
| 第六區     | 南鄭縣   | 19045  | 三等   | 沔縣         | 今勉縣西武侯鎮                       | 漢中道       | |
| 第六區     | 南鄭縣   | 19046  | 三等   | 褒城縣       | 今勉縣東褒城鎮                       | 漢中道       | |
| 第六區     | 南鄭縣   | 19047  | 二等   | 城固縣       | 今城固縣駐地博望街道                 | 漢中道       | |
| 第六區     | 南鄭縣   | 19048  | 二等   | 洋縣         | 今洋縣駐地洋州街道                   | 漢中道       | |
| 第六區     | 南鄭縣   | 19049  | 二等   | 西鄉縣       | 今西鄉縣駐地城北街道                 | 漢中道       | |
| 第六區     | 南鄭縣   | 19050  | 四等   | 寧強縣       | 今寧強縣駐地漢源街道                 | 漢中道       | 清代為寧羌州，民國2年（1913年）2月改寧羌縣。因名稱涉及少數民族，民國30年（1941年）3月改名寧強縣。 |
| 第六區     | 南鄭縣   | 19052  | 四等   | 略陽縣       | 今略陽縣駐地興州街道                 | 漢中道       | |
| 第六區     | 南鄭縣   | 19053  | 六等   | 佛坪縣       | 佛爺坪（今周至縣西南厚畛子鎮）       | 漢中道       | 清代為佛坪廳，民國2年（1913年）2月改縣。民國15年（1926年）9月遷袁家莊（今佛坪縣駐地袁家莊街道）。 |
| 第六區     | 南鄭縣   | 19054  | 六等   | 鎮巴縣       | 今鎮巴縣駐地涇洋街道                 | 漢中道       | 清代為定遠廳，民國2年（1913年）2月改定遠縣。因與安徽、四川、雲南3省縣名重名，民國3年（1914年）1月改名。因縣治在巴山之北，故名。 |
| 第六區     | 南鄭縣   | 19056  | 六等   | 留壩縣       | 今留壩縣駐地紫柏街道                 | 漢中道       | 清代為留壩廳，民國2年（1913年）2月改縣。 |
| 第六區     | 南鄭縣   | 19069  | 五等   | 鳳縣         | 今鳳縣東鳳州鎮                       | 漢中道       | |
| 第七區     | 邠縣     | 19013  | 四等   | 醴泉縣       | 今禮泉縣駐地城關街道                 | 關中道       | |
| 第七區     | 邠縣     | 19033  | 五等   | 栒邑縣       | 今旬邑縣駐地城關街道                 | 關中道       | 清代為三水縣，因與廣東省縣名重名，民國3年（1914年）1月改名。以古縣名命名。 |
| 第七區     | 邠縣     | 19038  | 三等   | 邠縣         | 今彬州市駐地城關街道                 | 關中道       | 清代為邠州直隸州直轄地，民國2年（1913年）2月改縣。 |
| 第七區     | 邠縣     | 19040  | 六等   | 淳化縣       | 今淳化縣駐地城關街道                 | 關中道       | |
| 第七區     | 邠縣     | 19041  | 四等   | 長武縣       | 今長武縣駐地昭仁街道                 | 關中道       | |
| 第七區     | 邠縣     | 19042  | 三等   | 乾縣         | 今乾縣駐地城關街道                   | 關中道       | 清代為乾州直隸州直轄地，民國2年（1913年）2月改縣。 |
| 第七區     | 邠縣     | 19044  | 五等   | 永壽縣       | 麻亭（今永壽縣西北永平鎮）           | 關中道       | 民國19年（1930年）遷監軍鎮。 |
| 第八區     | 大荔縣   | 19011  | 未定   | 渭南縣       | 今渭南市城區                         | 關中道       | |
| 第八區     | 大荔縣   | 19016  | 二等   | 大荔縣       | 今大荔縣駐地城關街道                 | 關中道       | 清代為同州府附郭縣。 |
| 第八區     | 大荔縣   | 19017  | 三等   | 朝邑縣       | 今大荔縣東朝邑鎮                     | 關中道       | |
| 第八區     | 大荔縣   | 19018  | 二等   | 郃陽縣       | 今合陽縣駐地城關街道                 | 關中道       | |
| 第八區     | 大荔縣   | 19019  | 三等   | 澄城縣       | 今澄城縣駐地城關街道                 | 關中道       | |
| 第八區     | 大荔縣   | 19020  | 四等   | 白水縣       | 今白水縣駐地城關街道                 | 關中道       | |
| 第八區     | 大荔縣   | 19021  | 二等   | 韓城縣       | 今韓城市駐地新城街道                 | 關中道       | |
| 第八區     | 大荔縣   | 19022  | 三等   | 華陰縣       | 今華陰市駐地太華路街道               | 關中道       | |
| 第八區     | 大荔縣   | 19023  | 六等   | 平民縣       | 大慶關（今大荔縣東趙渡鎮平民村）     | (關中道)     | 民國18年（1929年）2月析朝邑、華陰二縣黃河灘地置。 |
| 第八區     | 大荔縣   | 19024  | 五等   | 潼關縣       | 今潼關縣駐地城關街道                 | 關中道       | 清代為潼關廳，民國2年（1913年）2月改縣。 |
| 第八區     | 大荔縣   | 19025  | 二等   | 華縣         | 今渭南市華州區駐地華州街道           | 關中道       | 清代為華州，民國2年（1913年）2月改縣。 |
| 第八區     | 大荔縣   | 19027  | 一等   | 蒲城縣       | 今蒲城縣駐地城關街道                 | 關中道       | |
| 第九區     | 寶雞縣   | 19010  | 二等   | 盩庢縣       | 今周至縣駐地二曲街道                 | 關中道       | |
| 第九區     | 寶雞縣   | 19030  | 二等   | 鳳翔縣       | 今寶雞市鳳翔區駐地城關鎮             | 關中道       | 清代為鳳翔府附郭縣。 |
| 第九區     | 寶雞縣   | 19031  | 三等   | 岐山縣       | 今岐山縣駐地鳳鳴鎮                   | 關中道       | |
| 第九區     | 寶雞縣   | 19032  | 二等   | 寶雞縣       | 今寶雞市城區                         | 關中道       | |
| 第九區     | 寶雞縣   | 19034  | 四等   | 郿縣         | 今眉縣駐地首善街道                   | 關中道       | |
| 第九區     | 寶雞縣   | 19035  | 六等   | 麟游縣       | 今麟游縣駐地九成宮鎮                 | 關中道       | |
| 第九區     | 寶雞縣   | 19036  | 五等   | 汧陽縣       | 今千陽縣駐地城關鎮                   | 關中道       | |
| 第九區     | 寶雞縣   | 19037  | 三等   | 隴縣         | 今隴縣駐地城關鎮                     | 關中道       | 清代為隴州，民國2年（1913年）2月改縣。 |
| 第九區     | 寶雞縣   | 19043  | 三等   | 武功縣       | 今武功縣西北武功鎮                   | 關中道       | |
| 第九區     | 寶雞縣   | 19057  | 三等   | 扶風縣       | 今扶風縣駐地城關街道                 | 關中道       | |
| 第十區     | 咸陽縣   | 19001  | 一等   | 長安縣       | 今西安市市區                         | 關中道(駐地) | 清代為西安府附郭長安縣、咸寧縣，民國3年（1914年）1月，咸寧縣併入長安縣。民國28年（1939年）5月，縣治遷至西安城東南17公里的大兆鎮（今西安市長安區駐地韋曲街道）。民國32年（1943年）11月縣治再遷韋曲鎮，民國32年（1943年）前為陝西省會。                            |
| 第十區     | 咸陽縣   | 19002  | 二等   | 咸陽縣       | 今咸陽市城區                         | 關中道       | |
| 第十區     | 咸陽縣   | 19003  | 二等   | 興平縣       | 今興平市駐地東城街道                 | 關中道       | |
| 第十區     | 咸陽縣   | 19004  | 一等   | 臨潼縣       | 今西安市臨潼區駐地驪山街道           | 關中道       | |
| 第十區     | 咸陽縣   | 19005  | 四等   | 高陵縣       | 今西安市高陵區駐地鹿苑街道           | 關中道       | |
| 第十區     | 咸陽縣   | 19006  | 二等   | 鄠縣         | 今西安市鄠邑區駐地甘亭街道           | 關中道       | |
| 第十區     | 咸陽縣   | 19007  | 二等   | 藍田縣       | 今藍田縣駐地藍關街道                 | 關中道       | |
| 第十區     | 咸陽縣   | 19008  | 二等   | 涇陽縣       | 今涇陽縣駐地涇干街道                 | 關中道       | |
| 第十區     | 咸陽縣   | 19009  | 三等   | 三原縣       | 今三原縣駐地城關街道                 | 關中道       | |
| 第十區     | 咸陽縣   | 19012  | 二等   | 富平縣       | 窯橋寨（今富平縣駐地城關街道）       | 關中道       | |
| 第十區     | 咸陽縣   | 19015  | 四等   | 耀縣         | 今銅川市耀州區駐地永安路街道         | 關中道       | 清代為耀州，民國2年）1913年）2月改縣。 |
| 第十一區   | 綏德縣   | 19079  | 六等   | 安定縣       | 今子長市西安定鎮                     | 榆林道       | |
| 第十一區   | 綏德縣   | 19081  | 六等   | 延川縣       | 今延川縣駐地大禹街道                 | 榆林道       | |
| 第十一區   | 綏德縣   | 19084  | 三等   | 綏德縣       | 今綏德縣駐地名州鎮                   | 榆林道       | 清代為綏德直隸州直轄地，民國2年（1913年）2月改縣。 |
| 第十一區   | 綏德縣   | 19085  | 三等   | 米脂縣       | 今米脂縣駐地銀州街道                 | 榆林道       | |
| 第十一區   | 綏德縣   | 19086  | 五等   | 清澗縣       | 今清澗縣駐地寬州鎮                   | 榆林道       | |
| 第十一區   | 綏德縣   | 19087  | 六等   | 吳堡縣       | 今吳堡縣駐地宋家川街道               | 榆林道       | |
| 其他       | 其他     | 不適用 | 不適用 | 西安市       | 今西安市城區                         | (關中道)     | 民國17年（1928年）析西安城內及四關置西安市，民國19年（1930年）11月撤銷西安市，轄地復入長安縣。民國32年（1943年）3月，陝西省政府呈准析城區設立西安市，浐河以西、皂河以東、吳家墳以北、廣大門和講武殿以南地區劃歸西安市。民國36年（1947年）6月，西安市改為院轄市。 |

## 行政區劃年表
| 陝西省行政區劃年表                                                        |          |    |    |    |             | |
| 說明：「?」表示不能確定其發生年份或月份，故放於最有可能的一年內，詳見注釋 |          |    |    |    |             | |
| 西元                                                                      | 民國紀元 | 縣 | 市 | 局 | 其他        | 行政區劃變更 |
| 1912年                                                                    | 民國1年  | 73 |    |    | 5府 9州 8廳 | |
| 1913年                                                                    | 民國2年  | 91 |    |    |             | - 廢興安府留安康縣（?月） - 廢漢中府留南鄭縣（?月） - 廢同州府留大荔縣（?月） - 廢鳳翔府留鳳翔縣（?月） - 廢西安府留長安、咸寧二縣（?月） - 改葭州為葭縣（2月） - 改鄜州直隸州為鄜縣（2月） - 改商州直隸州為商縣（2月） - 改孝義廳為孝義縣（2月） - 改磚坪廳為磚坪縣（2月） - 改漢陰廳為漢陰縣（2月） - 改寧陝廳為寧陝縣（2月） - 改寧羌州為寧羌縣（2月） - 改佛坪廳為佛坪縣（2月） - 改定遠廳為定遠縣（2月） - 改留壩廳為留壩縣（2月） - 改邠州直隸州為邠縣（2月） - 改乾州直隸州為乾縣（2月） - 改潼關廳為潼關縣（2月） - 改華州為華縣（2月） - 改隴州為隴縣（2月） - 改耀州為耀縣（2月） - 改綏德直隸州為綏德縣（2月） |
| 1914年                                                                    | 民國3年  | 90 |    |    |             | - 懷遠縣改名橫山縣（1月） - 孝義縣改名柞水縣（1月） - 定遠縣改名鎮巴縣（1月） - 三水縣改名栒邑縣（1月） - 咸寧縣併入長安縣（1月） |
| 1915年                                                                    | 民國4年  | 90 |    |    |             | |
| 1916年                                                                    | 民國5年  | 90 |    |    |             | |
| 1917年                                                                    | 民國6年  | 90 |    |    |             | - 磚坪縣改名嵐皋縣（5月） |
| 1918年                                                                    | 民國7年  | 90 |    |    |             | |
| 1919年                                                                    | 民國8年  | 90 |    |    |             | |
| 1920年                                                                    | 民國9年  | 91 |    |    |             | - 析平利縣置鎮坪縣（5月） |
| 1921年                                                                    | 民國10年 | 91 |    |    |             | |
| 1922年                                                                    | 民國11年 | 91 |    |    |             | |
| 1923年                                                                    | 民國12年 | 91 |    |    |             | |
| 1924年                                                                    | 民國13年 | 91 |    |    |             | |
| 1925年                                                                    | 民國14年 | 91 |    |    |             | |
| 1926年                                                                    | 民國15年 | 91 |    |    |             | |
| 1927年                                                                    | 民國16年 | 91 |    |    |             | |
| 1928年                                                                    | 民國17年 | 91 | 1  |    |             | - 析長安縣置西安市（?月） |
| 1929年                                                                    | 民國18年 | 92 | 1  |    |             | - 析朝邑、華陰二縣置平民縣（2月） |
| 1930年                                                                    | 民國19年 | 92 |    |    |             | - 西安市併入長安縣（11月） |
| 1931年                                                                    | 民國20年 | 92 |    |    |             | |
| 1932年                                                                    | 民國21年 | 92 |    |    |             | |
| 1933年                                                                    | 民國22年 | 92 |    |    |             | |
| 1934年                                                                    | 民國23年 | 92 |    |    |             | |
| 1935年                                                                    | 民國24年 | 92 |    |    |             | |
| 1936年                                                                    | 民國25年 | 92 |    |    |             | |
| 1937年                                                                    | 民國26年 | 92 |    |    |             | |
| 1938年                                                                    | 民國27年 | 92 |    |    |             | |
| 1939年                                                                    | 民國28年 | 92 |    |    |             | |
| 1940年                                                                    | 民國29年 | 92 |    |    |             | |
| 1941年                                                                    | 民國30年 | 92 |    | 1  |             | - 寧羌縣改名寧強縣（3月） - 析韓城、澄城、洛川、宜川、甘泉、白水、鄜縣、郃陽8縣置黃龍設治局（7月） |
| 1942年                                                                    | 民國31年 | 92 |    | 1  |             | |
| 1943年                                                                    | 民國32年 | 92 | 1  | 1  |             | - 析長安縣再置西安市（3月） |
| 1944年                                                                    | 民國33年 | 92 | 1  | 1  |             | - 中部縣改名黃陵縣（6月） |
| 1945年                                                                    | 民國34年 | 92 | 1  | 1  |             | |
| 1946年                                                                    | 民國35年 | 92 | 1  | 1  |             | - 同官縣改名銅川縣（7月） |
| 1947年                                                                    | 民國36年 | 92 |    | 1  |             | - 膚施縣改名延安縣（?月） - 西安市改為院轄市（6月） |
| 1948年                                                                    | 民國37年 | 92 |    | 2  |             | - 析商縣、雒南、山陽3縣置龍駒寨設治局（6月） |
| 1949年                                                                    | 民國38年 | 92 |    | 2  |             | |

## 政府體制

### 省會
省政府的省會一直在西安市（1943年以前為長安縣縣域），第二次国共内战後期，國民政府已處於日暮途窮的境地。民國38年（1949年）初，解放軍第一野戰軍發動春季攻勢和陝中戰役；5月，陝西政府南遷南鄭縣。

### 省行政機構
民國16年（1927年）6月10日，武漢國民政府指定于右任為陝西省政府主席，並於同月13日任命陝西省政府委員及各廳廳長。「寧漢合流」以後，南京國民政府於7月18日改組陝西省政府，重新任命陝西省政府委員。10月30日再次改組陝西省政府委員會，正式任命于右任為省政府主席（實際並未上任），並增設農礦等廳。民國19年（1930年）11月25日再次改組陝西省政府，縮減委員為7—9人，並裁撤司法廳與農礦廳，之後陸續增設保安處、審計處、水利局、印花煙酒稅局及保安司令部等行政機構。
陝西省政府機構下設秘書處，民政、財政、建設、教育4廳，省保安處、省人事處、省會計處與統計處、省社會處、省地政局、省合作事業管理處、省驛運管理處、省衛生處、省糧食管理局等等。

### 歷任陝西省軍政長官、省政府主席
陝西省政府主席
1. 于右任（1927年6月～1930年10月）
2. 石敬亭（代理，1927年7月～11月）
3. 宋哲元（代理，1927年11月～1930年4月）
4. 田雄飛（代理，1928年5月～6月）[8]
5. 劉郁芬（代理，1930年4月～10月）
6. 楊虎城（1930年10月～1933年5月）
7. 邵力子（1933年6月～1936年12月）
8. 王一山（代理，1936年12～1937年2月）
9. 孫蔚如（1937年2月～1938年7月）
10. 蔣鼎文（1938年6月～1941年7月）
11. 熊　斌（1941年7月～1944年3月）
12. 祝紹周（1944年3月～1948年7月）
13. 董　釗（1948年7月～1949年12月）

### 出處
1. ↑  《中國經濟年鑑》民國22年版
2. ↑  资料来源：《民政部二十四年（1935年）报告》
3. ↑  原表列有省会人口数，兹以另载西京市人口数不复列。西京市是当时的行政院直辖市，人口124,645单列，未计入陕西省。
4. ↑  依據中華民國實業部《中國經濟年鑑》（1934年出版）、內政部統計司編《民國十七年各省市戶口調査統計報告》（1931年出版）、主計處統計局編《中華民國統計提要》（1940年出版）、中華民國年鑑社編《中華民國年鑑》（1952年出版，頁19-21）所提供的人口數據。
5. ↑  . 中国人民政治协商会议安康市委员会网站. 2012-12-20  [2019-03-06]. （原始内容存档于2019-03-06） （简体中文）.
6. ↑  .   [2020-07-21]. （原始内容存档于2020-07-21）.
7. ↑  《陝西省志政務志》 - 陝西地情網 的存檔，存档日期2013-01-16.
8. ↑  田雄飞（1888～？） 字德三，陕西榆林人。日本早稻田大学毕业。1928年4月任陕西省政府委员兼建设厅长（1928.2—1928.11）。期间，在宋哲元前往河南攻打樊钟秀时，代理陕西省政府主席（1928.5—1928.6）。

### 書籍
- 鄭寶著：《民國時期政區沿革》（武漢：湖北教育出版社，2000年）。ISBN 9787535126610
- 傅林祥、鄭寶恒著：《中國行政區劃通史‧中華民國卷》（上海：復旦大學出版社，2007年）。ISBN 9787309056044
- 國史館地理志編纂委員編：《中華民國史地理志（初稿）》（臺北：中華民國國史館，民國79年（1990））。ISBN 9579042020
- 陝西省志地方編纂委員會編：《陝西省志·民政志》，陝西地情網
- 陝西省志地方編纂委員會編：《陝西省志·行政建置志》，陝西地情網
- 陝西省志地方編纂委員會編：《陝西省志·人口志》，陝西地情網
- 陝西省志地方編纂委員會編：《陝西省志·大事記》，陝西地情網
- 陝西省志地方編纂委員會編：《陝西省志·軍事志下》，陝西地情網

### 地圖
- 聯合勤務總司令部測量署編：《中華民國分省地圖》（1970年版），國防部情報參謀次長室。
- 中國地圖出版社著：《陝西省地圖》（2001年版），中國地圖出版社。ISBN 9787503128738
- Google地圖[]

## 註
1. ↑  《陝西省志·政務志》作轄宜君、同官、栒邑、淳化、耀縣5縣。

## 外部連結
- 维基共享资源上的相關多媒體資源：陝西省
- 陝西省 - 行政區劃網 （页面存档备份，存于）
- 王豐的民國傳記博客
- 洪定國的地理資料庫 - 大地耕者 - 網易博客